# Messkategorie

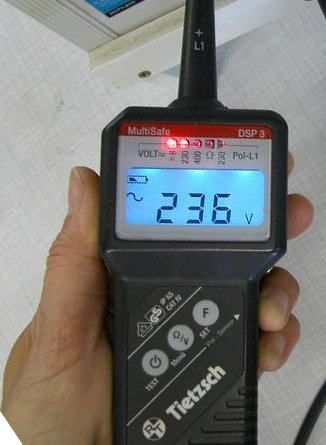
Spannungsprüfer mit der Kennzeichnung CAT IV

Die Messkategorie gibt die zulässigen Anwendungsbereiche von Mess- und Prüfgeräten für elektrische Betriebsmittel und Anlagen (z. B. Spannungsprüfer, Multimeter, VDE-Prüfgeräte) für die Anwendung im Bereich von Niederspannungsnetzen an. Die Einstufung der Messkategorie wird durch die IEC 61010-2-030 (Sicherheitsbestimmungen für elektrische Mess-, Steuer-, Regel- und Laborgeräte Teil 2-030: Besondere Bestimmungen für Prüf- und Messstromkreise) festgelegt.
Die Messkategorien ähneln oder gleichen hinsichtlich der Werte den Überspannungskategorien.,  basieren jedoch auf anderen Normen und beschreiben unterschiedliche Sachverhalte.
Die Messkategorie CAT I bis IV ist für die Sicherheit bei Messungen von besonderer Bedeutung, da niederohmige Stromkreise höhere Kurzschlussströme aufweisen und Überspannungen und Transienten aufgrund von Lastumschaltungen, Blitzeinschlägen oder Phasenfehlern vom Messgerät verkraftet werden müssen, ohne den Anwender durch elektrischen Schlag, Verbrennungen, mechanische Gefährdungen, Feuer, Funkenbildung, Lichtbögen oder Explosion zu gefährden. Durch die niedrige Impedanz des öffentlichen Stromversorgungsnetzes sind an der Hauseinspeisung die Kurzschlussströme am größten. Innerhalb der Hausanlage werden die maximalen Kurzschlussströme durch die Reihenwiderstände der Anlage reduziert.
Technisch wird die Einhaltung der Kategorie u. a. durch Berührungssicherheit von Steckern und Buchsen, Isolation und stabiles flammhemmendes Gehäuse, ausreichende Luft- und Kriechstrecken, ausreichende Leitungsquerschnitte sowie insbesondere eine Schmelzsicherung mit hohem Abschaltvermögen (typischerweise 10 kA bei Nennspannung) erreicht.
Die Messkategorie wird auf den Messgeräten mit römischen Ziffern gekennzeichnet. Fehlt die Angabe, darf das Gerät nur für Messungen der Kategorie 1 (CAT I) benutzt werden.
Folgende Kategorien und Verwendungszwecke sind in der IEC 61010-2-030 definiert:
| CAT I   | Messungen an Stromkreisen, die keine direkte Verbindung zum Netz haben (Batteriebetrieb), z. B. Geräte der Schutzklasse 3 (Betrieb mit Schutzkleinspannung), batteriebetriebene Geräte, 12…24 V–PKW-Elektrik. |
| CAT II  | Messungen an Stromkreisen, die eine direkte Verbindung mittels Stecker mit dem Niederspannungsnetz haben, z. B. Haushaltsgeräte, tragbare Elektrogeräte.                                                      |
| CAT III | Messungen innerhalb der Gebäudeinstallation (stationäre Verbraucher mit nicht steckbarem Anschluss, Verteileranschluss, fest eingebaute Geräte im Verteiler), z. B. Unterverteilung.                          |
| CAT IV  | Messungen an der Quelle der Niederspannungsinstallation (Zähler, Hauptanschluss, primärer Überstromschutz), z. B. Zähler, Niederspannungfreileitung, Hausanschlusskasten.                                     |

Die Kategorien sind außerdem in die Spannungshöhen 300 V/600 V/1000 V unterteilt. So kann beispielsweise ein Messgerät für Spannungen bis 600 V in CAT IV, für Spannungen bis 1000 V aber nur in CAT III fallen.
Beim Testen von Geräten werden diese mit einer Prüfspannung beaufschlagt, die deutlich höher liegt.